# Condado de Cass (Míchigan)
El condado de Cass (en inglés: Cass County, Míchigan), fundado en 1829, es uno de los 83 condados del estado estadounidense de Míchigan. En el año 2000 tenía una población de 51.104 habitantes con una densidad poblacional de 40 personas por km². La sede del condado es Cassopolis.

## Geografía
Según la Oficina del Censo, el condado tiene un área total de 1316 km² (508,1 mi²), de la cual 1274 km² (491,9 mi²) es tierra y 41 km² (15,8 mi²) es agua.

## Condados adyacentes
- Condado de Van Buren norte
- Condado de St. Joseph este
- Condado de Berrien oeste
- Condado de Elkhart, Indiana sureste
- Condado de Saint Joseph, Indiana suroeste

## Demografía
En el 2000 la renta per cápita promedia del condado era de $41,264, y el ingreso promedio para una familia era de $46,901. El ingreso per cápita para el condado era de $19,474. En 2000 los hombres tenían un ingreso per cápita de $35,546 frente a los $24,526 que percibían las mujeres. Alrededor del 9.90% de la población estaba bajo el umbral de pobreza nacional.

## Lugares

### Ciudades
- Dowagiac

### Villas
- Cassopolis
- Edwardsburg
- Marcellus
- Vandalia

### Comunidades no incorporadas
- Adamsville
- Glenwood
- Jones
- La Grange
- Penn
- Pokagon
- Sumnerville
- Union
- Wakelee

### Municipios
| - Municipio de Calvin - Municipio de Howard - Municipio de Jefferson - Municipio de LaGrange - Municipio de Marcellus | - Municipio de Mason - Municipio de Milton - Municipio de Newberg - Municipio de Ontwa - Municipio de Penn | - Municipio de Pokagon - Municipio de Porter - Municipio de Silver Creek - Municipio de Volinia - Municipio de Wayne |

### Principales carreteras
- US 12
- M-40
- M-51
- M-60
- M-60 Business (BUS M-60)
- M-62
- M-152
- M-216
- M-217